# 질산 금
질산 금(Nitratoauric acid)은 결정 금 화합물로, 낮은(산성) pH 조건에서 금 추출 중간체로 사용할 수 있다. 탄화수소와 혼합하면 인화성이 높은 혼합물이 형성되며, 질산 금은 72°C에서 금, 이산화질소 및 산소로 분해되고 203°C에서 산화 금으로 분해된다. 질산 금은 염화 금산과 질산 은을 반응시켜 만들어진다.